# Manifestació «Catalunya, nou estat d'Europa»
La manifestació «Catalunya, nou estat d'Europa» va tenir lloc a Barcelona durant la Diada Nacional de Catalunya de l'any 2012. Fou organitzada per l'Assemblea Nacional Catalana, la presidenta de la qual, Carme Forcadell, va dir que «el 12 de setembre, el Govern haurà de començar a treballar per la independència de Catalunya». Totes les cròniques i totes les editorials dels diaris catalans de l'endemà explicaren de manera diàfana que la manifestació fou inequívocament independentista.
Fou una jornada històrica, per xifres i pel to marcadament independentista de la marxa, mai vist abans en una mobilització tan multitudinària. L'afluència de participants en la marxa va ser massiva, ja que les estimacions d'assistència fluctuen entre 1,5 milions segons la Guàrdia Urbana i el Departament d'Interior i uns 2 milions segons els organitzadors de l'acte. Amb tot, més tard, la delegació del govern espanyol a Catalunya rebaixà aquest nombre a 600.000 persones. Les dues altres manifestacions més multitudinàries de la història recent de Catalunya van ésser la manifestació per l'Estatut de 1977 (1,2 milions de persones) i la manifestació «Som una nació. Nosaltres decidim» de 2010 (1,1 segons la Guàrdia Urbana i 1,5 milions segons els organitzadors). L'Associació de Municipis per la Independència (AMI) asseverà que la visió aèria mostrava una assistència d'aproximadament el doble de persones que en la manifestació del 10 de juliol.

## Context polític i social

### Antecedents

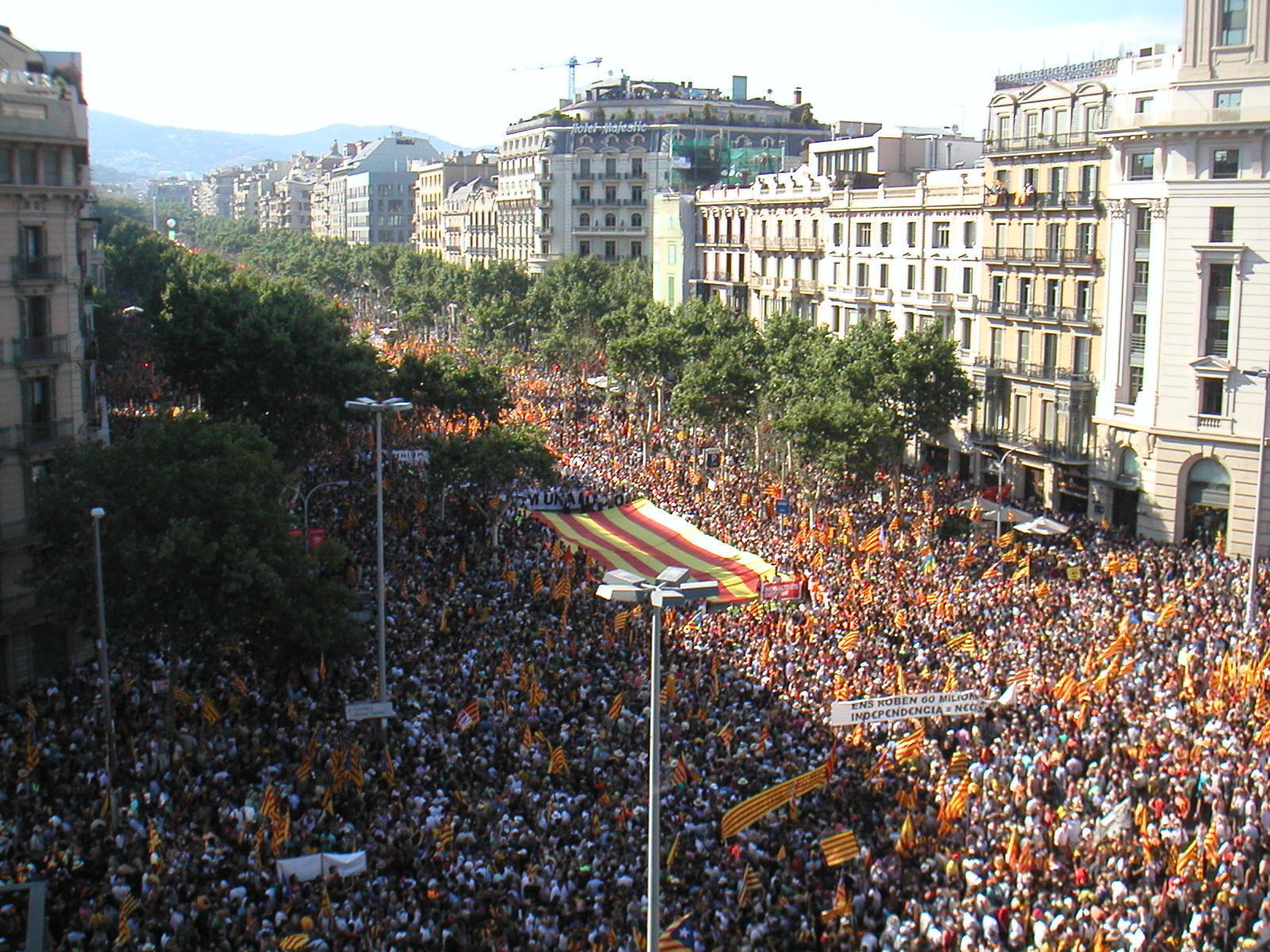
La capçalera de la Manifestació «Som una nació. Nosaltres decidim» del 10 de juliol de 2010 a la confluència de Passeig de Gràcia i carrer d'Aragó. La multitud de manifestants que ocupaven el pas per davant de la capçalera va fer que aquesta s'hagués de dissoldre uns metres més avall.

L'Estatut d'Autonomia de Catalunya de 2006 va ésser aprovat en referèndum pel poble de Catalunya el 18 de juny de 2006 i és vigent des del 9 d'agost d'aquell any. Al cap de pocs mesos més de 50 diputats del Partit Popular, el defensor del poble i els governs de cinc Comunitats Autònomes van presentar diversos recursos en contra davant el Tribunal Constitucional. El 28 de juny de 2010, el Tribunal va dictar sentència per majories variables, i publicà el cos de la sentència el 9 de juliol, un dia abans de la manifestació, deixant clara la «ineficàcia jurídica» del Preàmbul (en referència al terme nació per referir-se a Catalunya). Tot i això, el veredicte mantingué la definició de Catalunya com a nació i declarà 14 articles inconstitucionals (1 totalment i 13 parcialment), i en reinterpretà 27 més. Com a més destacat establia que el català no és la llengua preferent de l'Administració ni tampoc la del sistema educatiu; deia que de nació només n'hi ha una i és «la Nació espanyola»; desballestà bona part dels articles sobre el poder judicial català amb el Consell de Justícia de Catalunya al capdavant i repetí 14 vegades la «indissoluble unitat de la Nació espanyola».
Com a resposta, el 10 de juliol de 2010 Òmnium Cultural va organitzar la manifestació «Som una nació. Nosaltres decidim» (també anomenada del 10-J) en contra de la resolució del recurs d'inconstitucionalitat efectuat pel Tribunal Constitucional sobre el text de l'Estatut de Catalunya, Fou la manifestació més multitudinària de la història de Catalunya. Va aplegar entre 1,1 milions de persones segons la Guàrdia Urbana i 1,5 segons Òmnium Cultural, sent un clam per la independència i el dret del poble de Catalunya a decidir el seu futur.

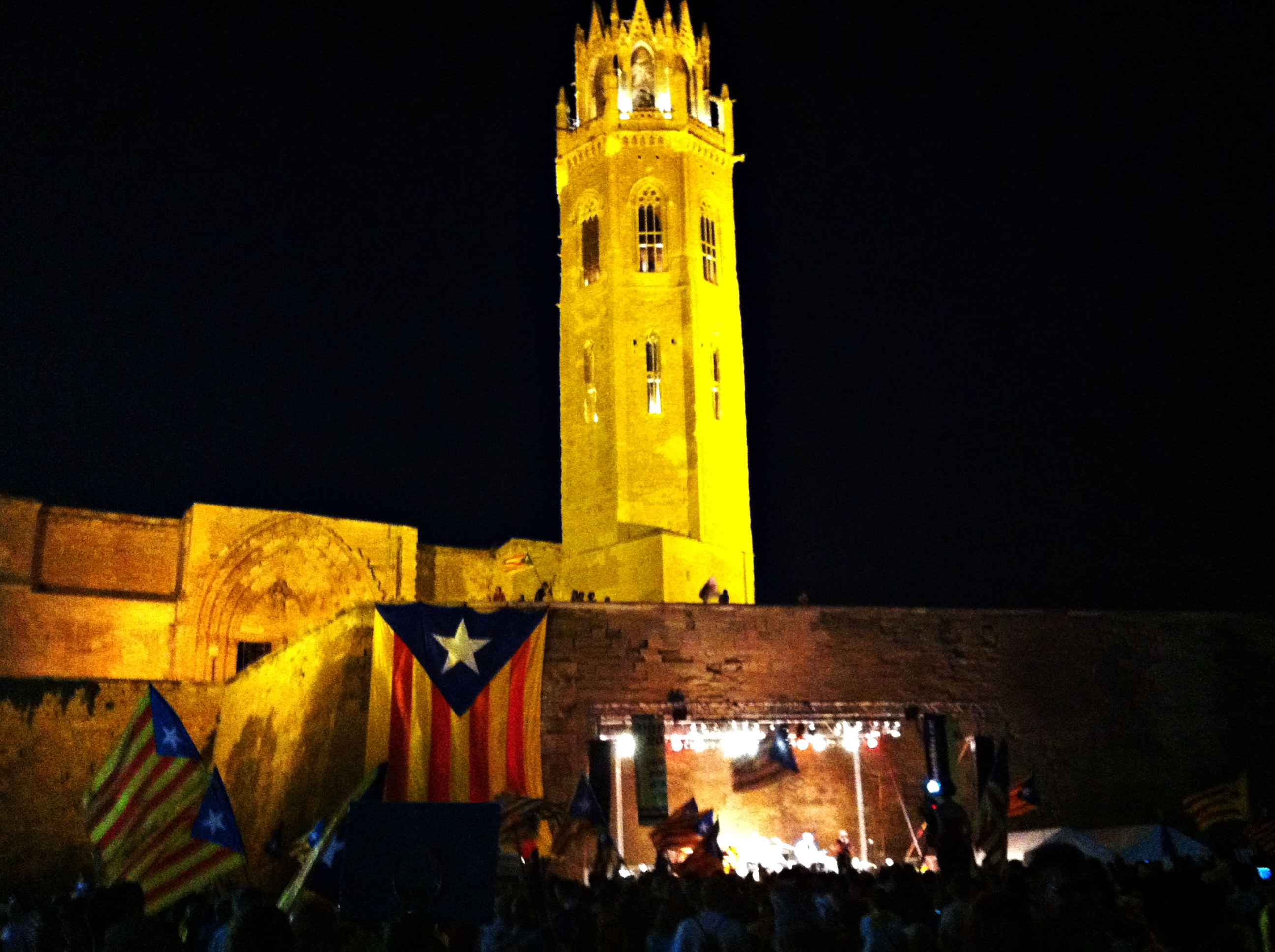
Inici de la Marxa per la Independència que va organitzar l'Assemblea Nacional Catalana a Lleida el juny de 2012 i que va cloure amb la manifestació de Barcelona l'onze de setembre.

L'endemà de la manifestació el Govern espanyol considerà que aquesta no tindria cap efecte sobre la sentència del Tribunal Constitucional, i també va declarar que la manifestació no suposava cap «punt d'inflexió» en les relacions entre Catalunya i l'Estat espanyol, cosa que havien afirmat els líders dels partits polítics catalanistes el dia de la concentració.

### Canvis de govern
Diversos analistes consideren la manifestació del 10 de juliol com un punt d'inflexió en les relacions entre Catalunya i Espanya. Mesos després de la multitudinària manifestació, el 28 de novembre de 2010 es van celebrar eleccions al Govern de la Generalitat i Artur Mas, de Convergència i Unió, fou elegit president.
L'any següent es van celebrar eleccions generals a l'Estat espanyol, en les quals el Partit Popular va obtenir majoria absoluta, amb 187 escons dels 350 de la cambra. El seu candidat, Mariano Rajoy, va ésser investit president de la X Legislatura.

### Resposta ciutadana

En verd, els municipis on va guanyar el «Sí» a les consultes sobre la independència de Catalunya, celebrades entre 2009 i 2011.

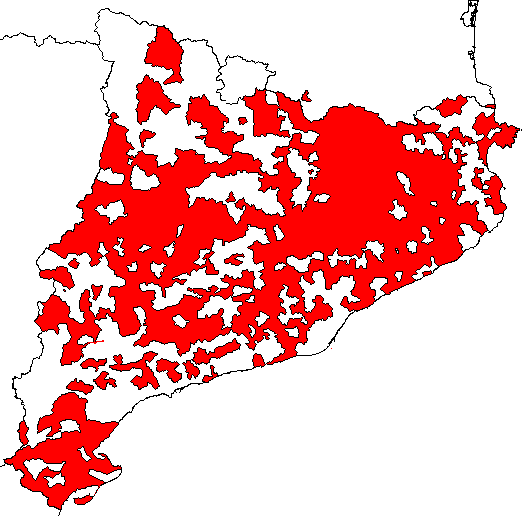
Territori adherit a l'Associació de Municipis per la Independència dia 29 d'agost de 2012

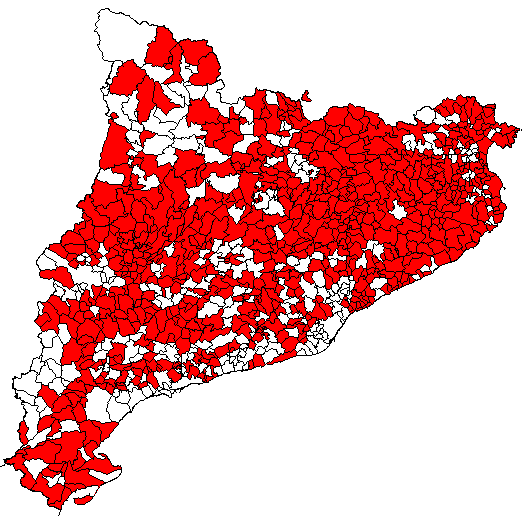
A dia 2 de febrer de 2013

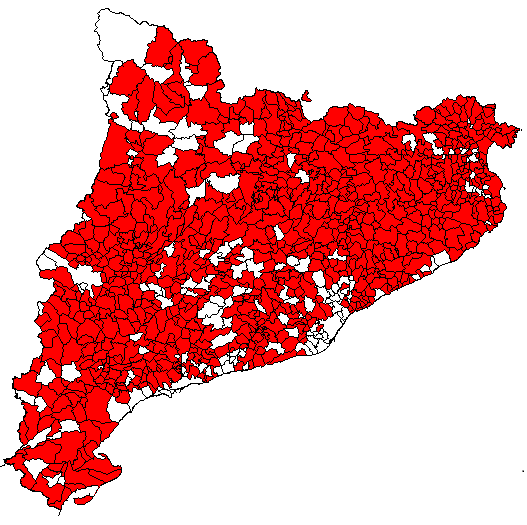
A dia 29 de gener de 2016

Entre el 13 de setembre de 2009 i l'abril de 2011 es van celebrar diverses consultes sobre la independència de Catalunya arreu del principat, amb uns resultats molt favorables al «Sí».
Durant els anys 2011 i 2012 van sorgir diverses iniciatives ciutadanes en resposta a les agressions o incompliments de l'Estat espanyol. Un exemple en fou la campanya No vull pagar, contra els peatges amortitzats als territoris de parla catalana. Va començar a principis d'abril de 2012 a Catalunya, i un mes després es va estendre al País Valencià i a les Illes Balears (túnel de Sóller). Un altre col·lectiu va denunciar el dèficit fiscal català amb la campanya Diem prou.
En l'àmbit institucional, diversos ajuntaments de Catalunya van crear l'Associació de Municipis per la Independència, una organització constituïda oficialment el 14 de desembre de 2011 a Vic que agrupa diferents entitats locals per tal de defensar l'assoliment dels drets nacionals de Catalunya amb l'objectiu de promoure l'exercici del dret a l'autodeterminació.
El 10 de març de 2012 va tenir lloc l'assemblea constituent de l'Assemblea Nacional Catalana, al Palau Sant Jordi de Barcelona aprovant-se els estatuts, el reglament intern i el full de ruta cap a la independència. Es tractà d'una organització popular, unitària, plural i democràtica amb l'objectiu de recuperar la independència política de Catalunya mitjançant la constitució d'un estat de dret, democràtic i social. La Marxa va finalitzar el dia 11 de setembre amb la gran manifestació a Barcelona sota el lema de «Catalunya, nou estat d'Europa», després d'haver realitzat actes festius, simbòlics i reivindicatius arreu del país.

### Suport social a la independència
Pel que fa a l'evolució de l'independentisme català es poden comparar els resultats d'una enquesta del CIS feta el 1996, on es preguntava «Personalmente, ¿estaría Vd. a favor o en contra de que Cataluña fuera independiente?» (en català: Personalment, estaríeu a favor o en contra que Catalunya fos independent?) amb les enquestes dutes a terme durant el 2011 i 2012 on es mostra l'evolució sobre la intenció de vot en un hipotètic futur referèndum per la independència de Catalunya:
| Instititució                              | Data      | A favor (%) | En contra (%) | Abstenció (%) | Altres respostes (%) | No ho sap (%) | No contesta (%) |
| ----------------------------------------- | --------- | ----------- | ------------- | ------------- | -------------------- | ------------- | --------------- |
| Centre d'Investigacions Sociològiques     | 1996      | 33,6        | 53,5          | 10,8          | 2,2                  |               |                 |
| Institut de Ciències Polítiques i Socials | 2011      | 41,4        | 22,9          | 25,5          | 1,0                  | 8,3           | 0,9             |
| Centre d'Estudis d'Opinió                 | Març 2012 | 44,6        | 24,7          | 24,2          | 1,0                  | 4,6           | 0,9             |
| Centre d'Estudis d'Opinió                 | Juny 2012 | 51,1        | 21,1          | 21,1          | 1,0                  | 4,7           | 1,1             |

| Mitjà         | Data          | Sí (%) | No (%) | Altres respostes (%) |
| ------------- | ------------- | ------ | ------ | -------------------- |
| El Periódico  | Gener 2012    | 53,6   | 32,0   | -                    |
| Diari Ara     | Juliol 2012   | 50,4   | 23,8   | 25,7                 |
| La Vanguardia | Setembre 2012 | 54,8   | 33,5   | 10,16                |

## Prèvia de la manifestació

### Espot
A finals d'agost es va gravar a Verges un vídeo promocional de la manifestació dirigit per Lluís Danés en el qual disset personalitats reciten un fragment del poema XXXVIII de La pell de brau de Salvador Espriu. El llançament de l'espot, titulat Els homes no poden ser si no són lliures, va ésser l'1 de setembre a Arenys de Mar.
Al vídeo hi apareixen els expresidents del Parlament Joan Rigol i Ernest Benach; l'expresident d'ERC Jordi Carbonell; els periodistes Jordi Basté i Rita Marzoa; el cantautor Lluís Llach; la presidenta d'Òmnium Cultural Muriel Casals; els filòsofs Josep Maria Terricabras i Xavier Rubert de Ventós; les actrius Montserrat Carulla, Sílvia Bel i Txe Arana; el dramaturg Josep Maria Benet i Jornet; els directors Oriol Broggi i Joel Joan; els músics Gerard Quintana i Joan Reig; el catedràtic Ferran Requejo; i la presidenta de l'ANC Carme Forcadell. Tots ells reciten un fragment de l'obra La pell de brau, del poeta Salvador Espriu. El vídeo es va enregistrar a la localitat de Verges, i totes les personalitats hi van col·laborar desinteressadament. Estava prevista també la participació de l'expresident de Catalunya Pasqual Maragall, però finalment la declinà.

### Polèmiques
- El 29 d'agost de 2012 el Govern de Catalunya va sol·licitar accedir al fons de liquiditat espanyol per poder fer front als venciments del deute, tot advertint a Mariano Rajoy que no acceptaria «condicions polítiques» a canvi.[39] Davant d'aquests fets, diversos polítics espanyols van fer declaracions polèmiques al respecte. Un exemple fou el president de La Rioja, Pedro Sanz, qui va dir que «s'ha de tenir morro per demanar i després tenir televisió o ambaixades».[40] Al seu torn la presidenta de la Comunitat de Madrid, Esperanza Aguirre, va dir que «Catalunya rep més diners que Madrid»,[41] i el president de la Xunta de Galícia, Alberto Núñez Feijoo, va dir que «avui paga Galícia i Catalunya demana».[42]
- El 30 d'agost, José Manuel Durão Barroso, president de la Comissió Europea, va admetre que «en el cas hipotètic d'una secessió» de Catalunya «la solució s'hauria de trobar i negociar en el marc legal internacional».[43]
- L'1 de setembre Albert Rivera, líder de Ciutadans - Partit de la Ciutadania, va demanar la dimissió dels alcaldes de Girona i Figueres pel seu «pensament separatista», argumentant «el cost total de diner públic de propaganda, divulgació i finançament dels trens que han posat en marxa els ajuntaments de Girona i Figueres per acudir a la manifestació separatista del pròxim 11 de Setembre». També van lamentar que «els impostos dels ciutadans es destinin a realitzar actes que l'únic que promouen és trencar la cohesió social, dinamitar el marc constitucional i crear confrontació».[44]
- El 2 de setembre ciutadans d'arreu de Catalunya van canviar el nom de diverses places d'Espanya per places de la Independència. L'acte es va realitzar a 40 municipis tals com Mataró, Torroella de Montgrí, Igualada, Roda de Ter o Tàrrega.[45]
- El 3 de setembre de 2012, l'Ajuntament de Sant Pere de Torelló i Calldetenes van aprovar una moció a favor de la independència de Catalunya, proclamant-se «Territori Català Lliure». L'objectiu d'aquest acte fou instar al Govern i al Parlament de Catalunya perquè assumeixi la sobirania nacional sobre el territori català.[46] Dies abans, Francisco Alamán Castro, coronel de l'exèrcit espanyol, va dir que «la base del nacionalisme català és l'odi a Espanya» i va alertar de «no despertar el lleó, perquè ja ha donat proves sobrades de la seva ferocitat». Sobre l'acte de Sant Pere de Torelló, va comentar que «es tractaria d'un acte de traïció tipificat clarament en el codi penal espanyol. Per tant, si al ple s'aprova aquesta barbaritat, s'hauria de procedir a la immediata detenció tant de l'alcalde com dels regidors que votin a favor de la proposta».[47] En la mateixa entrevista va dir (en castellà):

| «                                                        | La independència de Catalunya? Per sobre del meu cadàver i del de molts. Els militars vam fer un jurament sagrat: acomplir l'ordenament constitucional que consagra la unitat d'Espanya com a principi irrenunciable. També vam jurar defensar la integritat territorial fins i tot amb les nostres pròpies vides. Tenim quelcom que aquella gent mai no tindrà: sentit de l'honor i sentit del deure. | » |
| — Francisco Alamán Castro, coronel de l'Exèrcit Espanyol | |   |

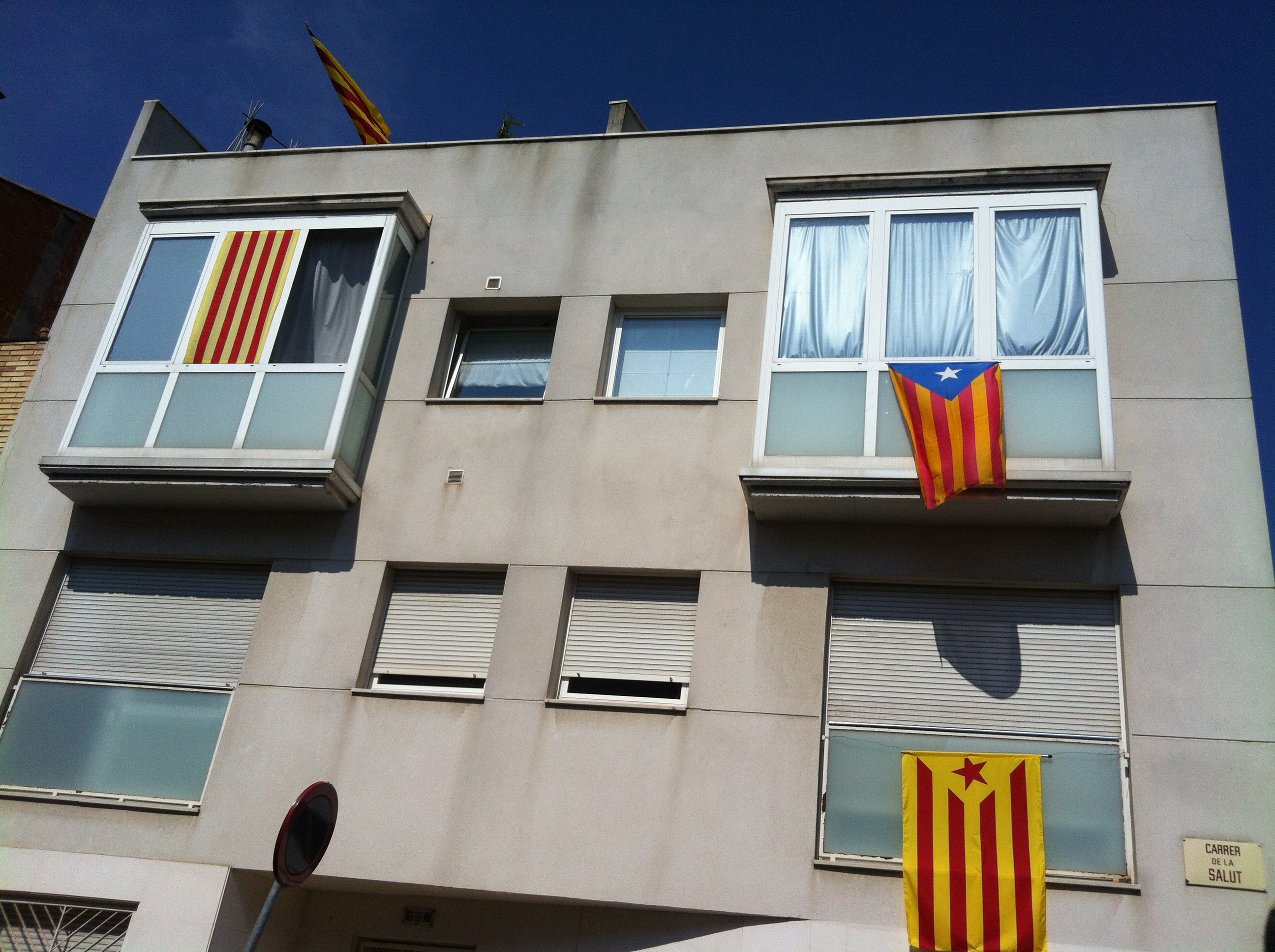
Els dies previs a la manifestació balcons d'arreu de Catalunya es van omplir d'estelades i senyeres.

- El dia 6 de setembre, Ciutadans - Partit de la Ciutadania va anunciar que convocaria un acte el mateix 11 de Setembre per defensar la unitat d'Espanya, fent servir el lema Millor units, molt similar al fet servir pel govern de Londres –Better together– en relació al projecte independentista escocès. L'acte es va convocar a dos quarts de dotze del migdia a la cruïlla entre el carrer de Josep Tarradellas i el carrer Entença de Barcelona.[49] Al seu torn, el partit Regeneración va anunciar el mateix dia que volien organitzar un acte en homenatge al coronel Alamán a Barcelona, per donar-li suport moral arran d'una denúncia presentada per Solidaritat Catalana a la fiscalia jurídico-militar de Barcelona. Es van plantejar fer-ho en algun pavelló esportiu o a la plaça de Sant Jaume.[50]
- El dia 7 de setembre el president de la Junta d'Extremadura José Antonio Monago (PP), en el dia del discurs oficial del dia d'Extremadura va oposar-se al pacte fiscal català afirmant que «hem de liderar la resistència contra aquesta iniciativa insolidària anomenada pacte fiscal català, molt fàcil de resumir avui: Catalunya demana i Extremadura paga» i sostenia que els 5.023 milions d'euros surten de les butxaques de tots els espanyols. Afegí, a més, que «Catalunya no pot pensar només en català, de la mateixa manera que Europa no pot parlar només alemany: Europa ha de parlar europeu».[51]
- El dia 9 de setembre, Pere Navarro, dirigent del PSC, va fer unes declaracions negant que la marxa de la Diada fos independentista i afirmant que els socialistes hi anirien per frenar «els que volen dividir». Navarro va assegurar que «correm el risc clar que Espanya o sigui federal o es disgregui», concloent que «Espanya serà federal o no serà».[52]
- El dia 10 de setembre, la secretària general del PP, María Dolores de Cospedal, va dir que la manifestació a favor de la independència que se celebraria a Barcelona «va en contra» de la Constitució Espanyola i «del que van decidir» tots els espanyols i catalans en votar a favor de la carta magna.[53]

### Actes previs
- El dia 10 de setembre al Parlament de Catalunya es va fer un acte de restitució de l'escut de la façana, substituint una versió de Felip V d'Espanya amb l'Escut de Catalunya.[54] El mateix vespre es van celebrar un seguit de marxes de torxes a més de 90 municipis catalans, entre els quals destaquen Lloret de Mar, Igualada, Camarles, Parets del Vallès, Masquefa, Riudoms, Sant Pol de Mar, Santa Perpètua de Mogoda, Santa Susanna, Sant Fruitós de Bages, Vilafranca del Penedès, Blanes.[55]

## Manifestació
La manifestació duia el lema «Catalunya, nou estat d'Europa» proposat per l'Assemblea Nacional Catalana, tot i que també se l'anomenà «Marxa sobre Barcelona» per al·lusió a les marxes pacífiques de Mohandas Gandhi per la independència de l'Índia i de Martin Luther King pels drets socials americans.

### Actes institucionals previs

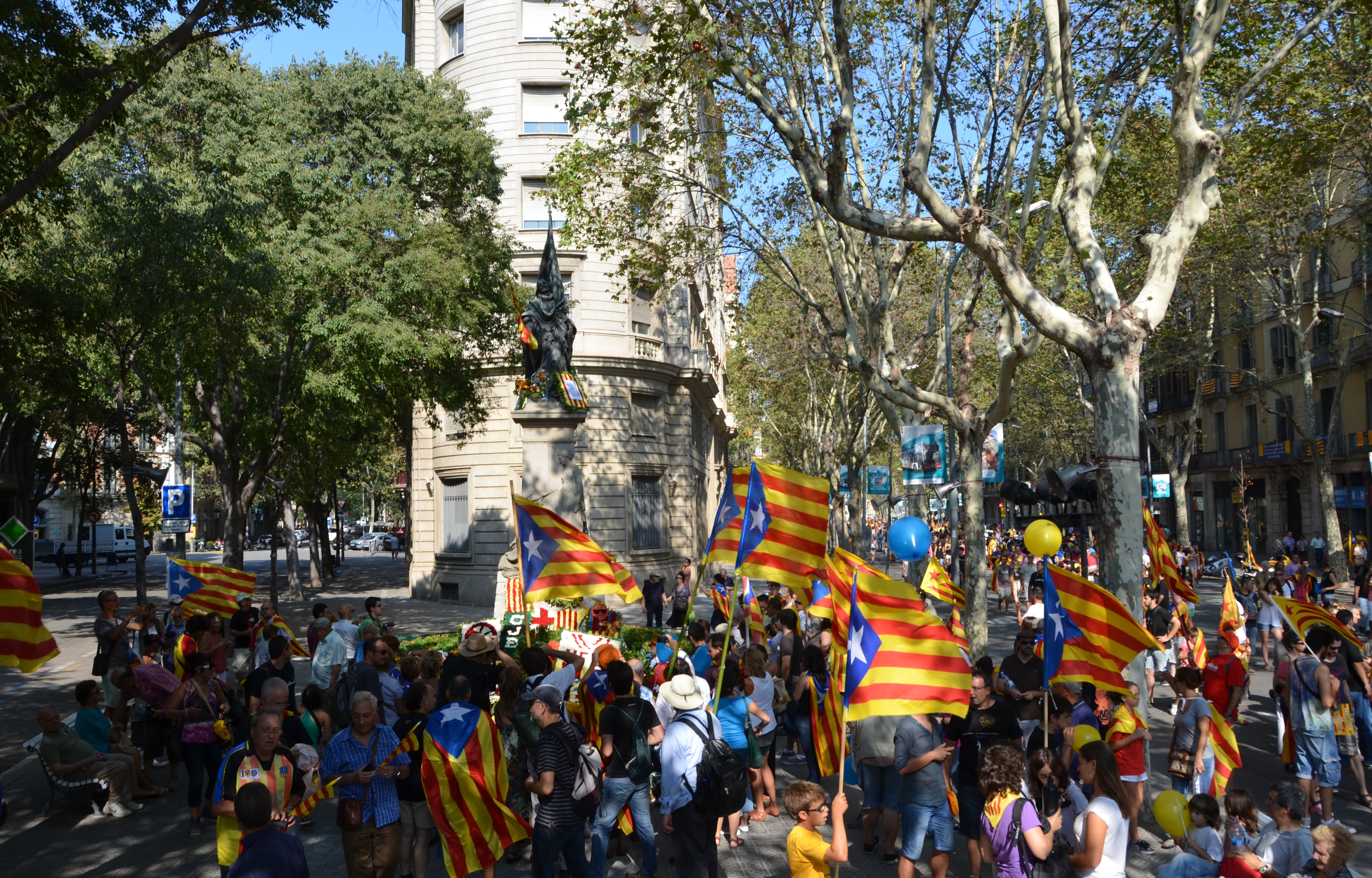
Monument a Rafael Casanova de la Ronda de Sant Pere, una hora i mitja abans del començament de la manifestació.

Tradicionalment, des del sorgiment del catalanisme polític, la Diada Nacional de Catalunya esdevé un focus d'activitats institucionals en diversos escenaris, particularment des de principis dels 2000 als voltants del Parc de la Ciutadella de Barcelona. Durant el matí, com cada any des de la restauració democràtica a Espanya, se celebrà una ofrena floral al monument a Rafael Casanova a la Ronda de Sant Pere per part de diverses organitzacions polítiques i socials. Més endavant es realitzà un acte oficial al parc de la Ciutadella on, segons declaracions de Francesc Homs, portaveu del govern, es va promoure «la mateixa afirmació nacional» i, molt especialment, «la llengua catalana, després de les agressions viscudes últimament». L'acte fou dirigit pel dramaturg Joan Ollé i conduït per la periodista Mònica Terribas.

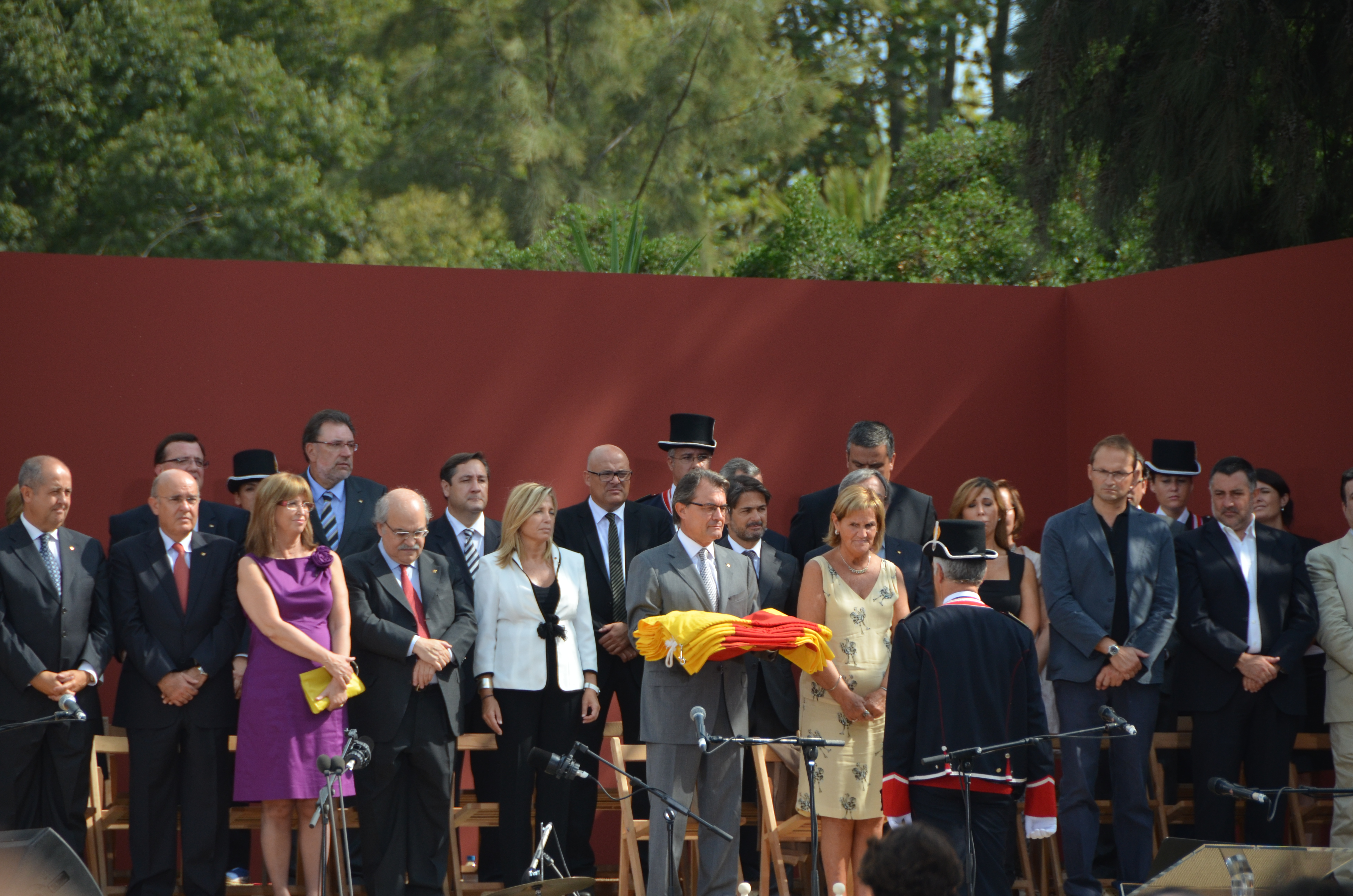
El municipi empordanès de Campmany ha lliurat la bandera de Catalunya al president Artur Mas.

L'Acte institucional de la Diada Nacional de Catalunya començà amb una desfilada de la Formació de Gala dels Mossos d'Esquadra. Seguidament, el municipi empordanès de Campmany (escollit per retre homenatge a la «lluita contra el foc» respecte als incendis de l'Alt Empordà de 2012) va lliurar la bandera de Catalunya al president Artur Mas.
Durant l'acte es llegiren poemes i textos d'autors catalans, combinat amb peces musicals interpretades per una selecció d'artistes de referència, com el quartet musical Las Migas, la mezzosoprano Marisa Martins; les actrius Pepa López, Carme Sansa, Victòria Pagès i Sílvia Munt; els actors Pep Tosar i Ivan Benet; el cantautor Roger Mas i l'editor i assagista Josep Maria Castellet. Maria de Medeiros actuà com a artista convidada, i cantà una cançó de Raimon basada en un poema d'Ausiàs March. Es recordaren especialment algunes efemèrides, com els 150 anys del naixement d'Antoni Maria Alcover, els 100 anys del naixement de Xavier Montsalvatge, els 50 anys de la mort d'Eduard Toldrà i els 25 anys de la mort de Manuel Blancafort i de Frederic Mompou, el centenari del naixement dels escriptors Pere Calders, Tísner i Joan Sales, entre d'altres. La imatge oficial de la Diada fou una reproducció de l'obra L'esperit català (1971) d'Antoni Tàpies. Els himnes oficials foren interpretats per la Cobla Sant Jordi - Ciutat de Barcelona, que també acompanyaren al cantant Roger Mas.

El Partit Popular Català que havia comunicat que potser no assistiria als actes de la Ciutadella a causa del «to sobiranista» dels actes institucionals, finalment hi va participar amb l'assistència d'Alicia Sánchez-Camacho als actes de la Ciutadella.
Unes 10.000 persones, segons l'organització, va assistir a l'acte de la Ciutadella, que finalitzà amb crits a favor de la independència. «Des de fa cinc-cents anys, els catalans hem estat uns imbècils. Es tracta, doncs, de deixar de ser catalans? No, sinó de deixar de ser imbècils». Aquesta frase pronunciada per Mònica Terribas en la presentació del centenari del naixement de l'escriptor Joan Sales motivà els crits més forts a favor de la independència a l'acte institucional de la Diada.
Òmnium Cultural també organitzà un espai propi i una mostra d'entitats dels Països Catalans al passeig Lluís Companys.

### Recorregut

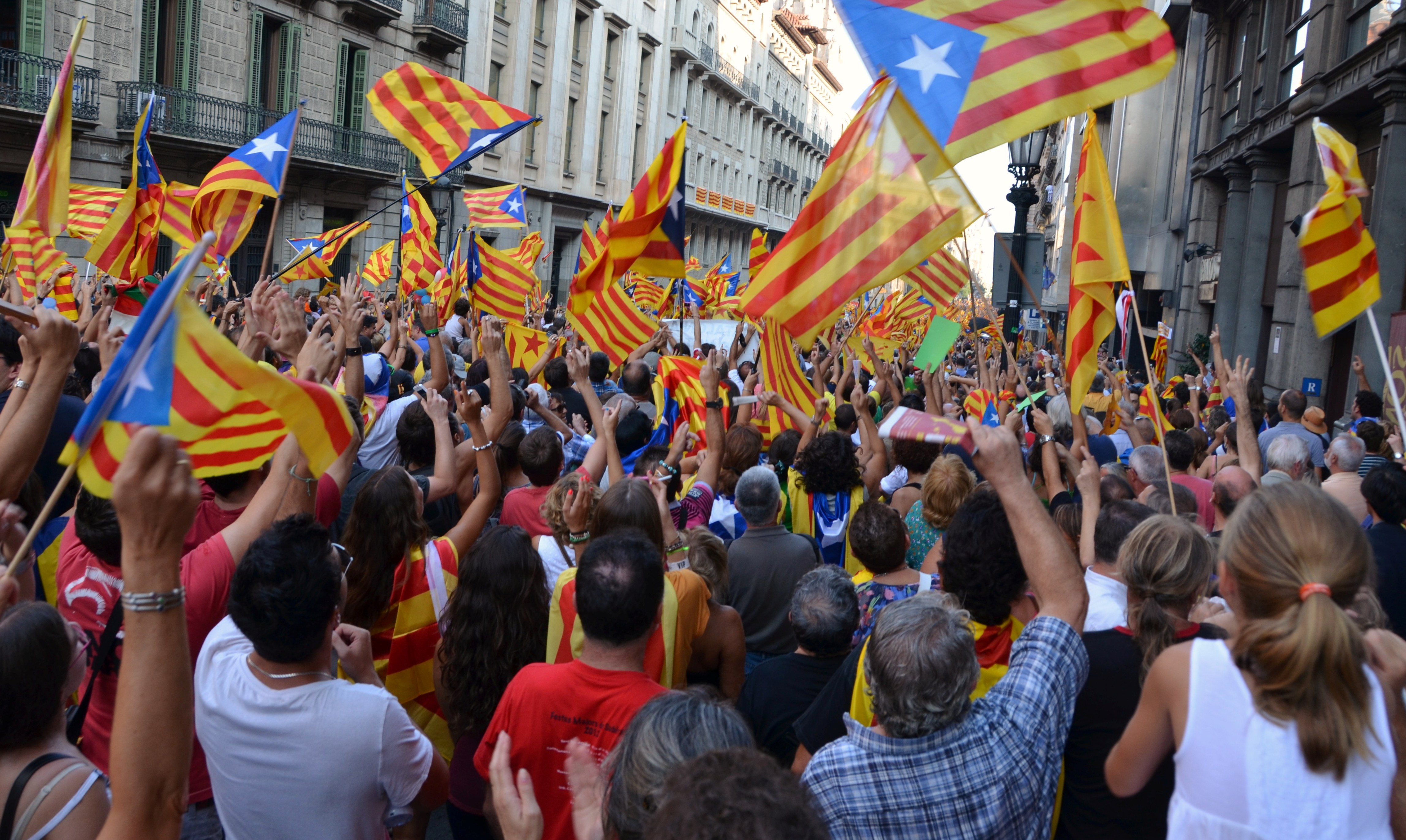
Via Laietana, hora d'inici de la manifestació. No es pot avançar.

En un principi estava previst que el lloc d'inici de la manifestació fos el monument a Francesc Macià de la plaça Catalunya, on es volia fer un acte polític que donaria el tret de sortida a la marxa cap al Parlament. Degut a les previsions d'una assistència massiva, els organitzadors, juntament amb els Mossos d'Esquadra i la Guàrdia Urbana, van decidir modificar el recorregut. La manifestació va començar a l'encreuament de la Gran Via amb Passeig de Gràcia (prop de la plaça de Catalunya) a les sis de la tarda, baixà per Pau Claris Via Laietana i acabarà prop del Parlament de Catalunya, a la cruïlla de Marquès de l'Argentera amb Picasso, a tocar del parc de la Ciutadella, on hi havia muntat un escenari. Allà Núria de Gispert, presidenta del Parlament, va rebre una delegació de l'Assemblea Nacional Catalana. Els convocants demanaren «que s'iniciï el procés de secessió de l'estat espanyol».

### Organització
Una pancarta amb el lema «Catalunya, nou estat d'Europa» va liderar la marxa. La pancarta es va presentar el dia 5 de setembre a la plaça de Catalunya, el mateix dia que Carme Forcadell, en la roda de premsa de presentació, va dir: «El poble està preparat, i necessitem que el govern i les institucions facin un pas endavant, perquè volem un país lliure i sobirà, volem la independència.» Aquesta pancarta va ser portada per 10 representants de les regions territorials de l'ANC i per 10 representants de l'Associació de Municipis per la Independència. En segona línia hi anaren la presidenta de l'ANC, Carme Forcadell i el vicepresident, Carles Castellanos. Els acompanyaven els expresidents del parlament Joan Rigol i Ernest Benach. El tercer grup estava format per un conjunt de representants de l'ANC i l'AMI. A partir d'aquest espai hi havia tot un seguit de blocs on se situaren els membres dels partits polítics que van confirmar la seva assistència (CDC, UDC, ICV, ERC, SI, RI) i d'altres entitats com Òmnium Cultural, Plataforma Pro Seleccions, Sobirania i Progrés o Sobirania i justícia, entre d'altres. El cinquè i més majoritari grup estava format pel gruix de la ciutadania.

#### Blocs

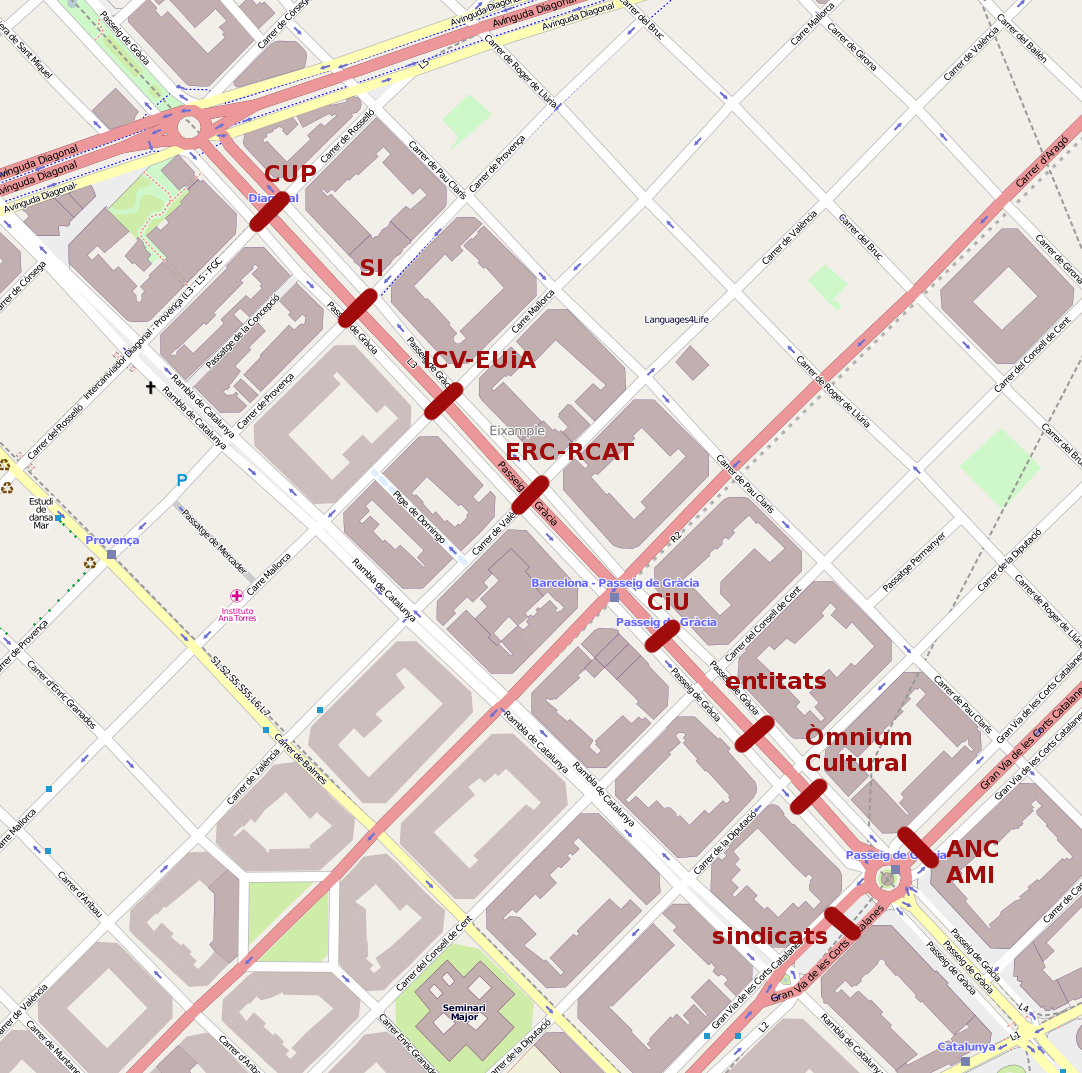
Situació inicial dels diversos blocs assistents a la manifestació

Els blocs de les diferents entitats i partits polítics es van repartir al llarg del passeig de Gràcia seguint la següent distribució (vegeu imatge):
- Òmnium Cultural: passeig de Gràcia entre Gran Via i Diputació
- Entitats: passeig de Gràcia entre Diputació i Consell de Cent
- CiU: passeig de Gràcia entre Consell de Cent i Aragó
- ERC-RI: passeig de Gràcia amb València
- ICV-EUiA: passeig de Gràcia amb Mallorca
- SI: passeig de Gràcia amb Provença
- CUP (objectors): passeig de Gràcia amb Rosselló
- Sindicats: Gran Via

### Assistents

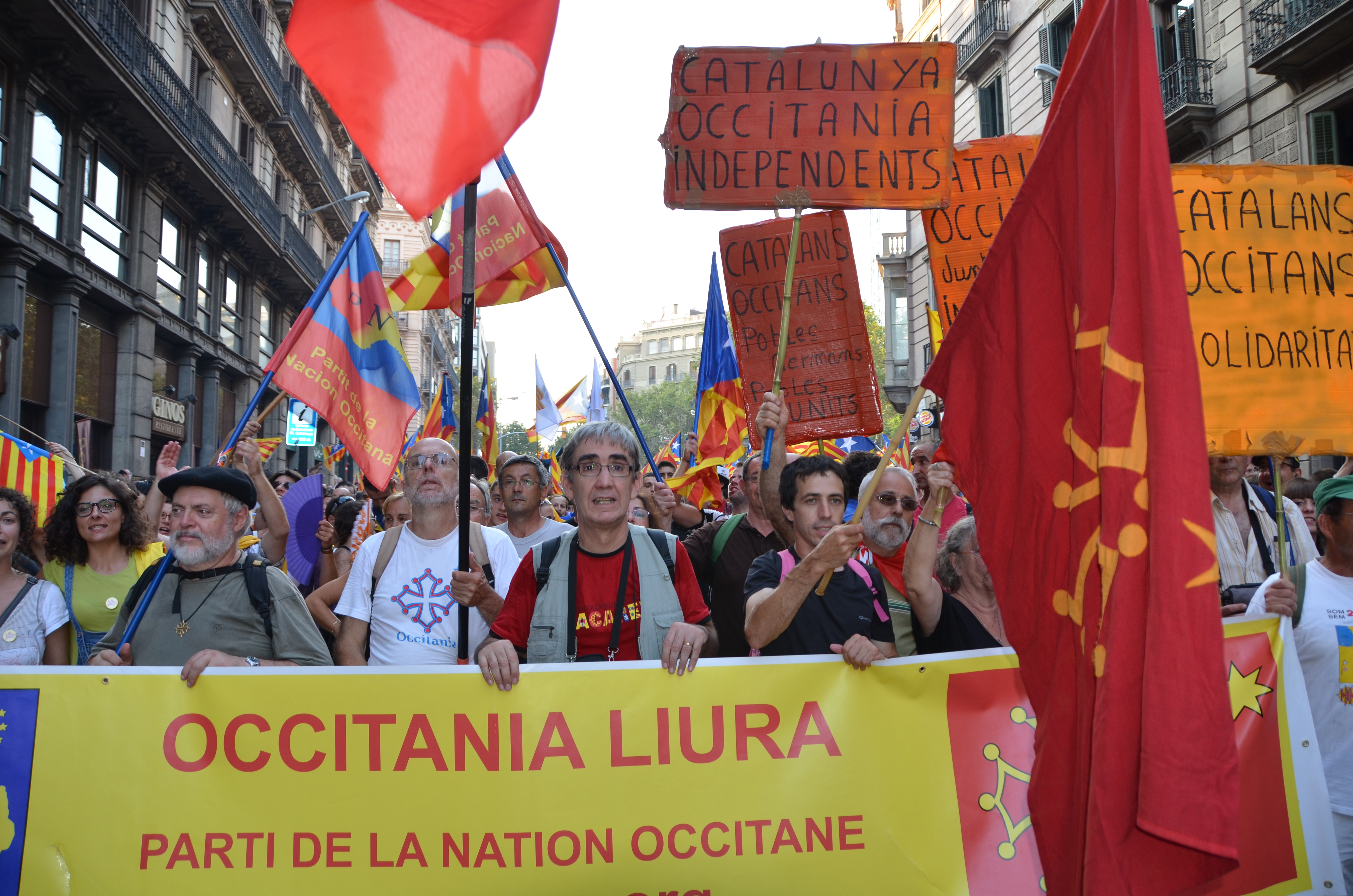
El Partit de la Nacion Occitana també va assistir a la convocatòria

Entitats, municipis i institucions d'arreu de Catalunya van preparar viatges organitzats per facilitar l'assistència a la manifestació. La previsió d'una assistència massiva va fer que els organitzadors modifiquessin diverses vegades el recorregut pensat inicialment. Es van organitzar trens especials llogats a Renfe des de Girona, Figueres i Manresa per facilitar als ciutadans el transport fins a Barcelona. D'altra banda, 1.111 autocars van estar a disposició pels ciutadans d'arreu del territori que es vulguin desplaçar fins a la capital per assistir a la manifestació, esdevenint la manifestació amb més autocars de la història del país, segons confirmà l'Ajuntament de Barcelona. També van venir autocars nordcatalans i el Partit de la Nacion Occitana. Així mateix, també es van desplaçar diversos autobusos des del País Valencià, organitzats per Acció Cultural del País Valencià i Solidaritat Catalana. El mateix dia 11 un grup de motards va organitzar una marxa independentista en moto que va sortir de Vic al matí. Com a anècdota, un corredor de marató sortí el dia 9 de setembre des de Sant Carles de la Ràpita per arribar a la manifestació corrent el dia 11.

#### Classe política
Dies abans de la manifestació diverses personalitats van anar confirmant la seva intenció d'assistir-hi. Progressivament, i vista la previsió d'una assistència massiva, cada cop més polítics van anar canviant de parer i anunciant la seva intenció d'assistència, ja fos en representació institucional o a títol individual. Alguns dels assistents destacats:
- Joana Ortega, vicepresidenta de la Generalitat[80]
- Josep Lluís Cleries, conseller de Benestar i Família

| CDC      | Sí |
| UDC      | Sí |
| PSC      | No |
| PP       | No |
| ICV-EUiA | Sí |
| ERC      | Sí |
| SI       | Sí |
| C's      | No |
| CUP      | No |
| RI       | Sí |

- Ferran Mascarell, conseller de Cultura
- Antoni Castellà, secretari d'Universitats
- Irene Rigau, consellera d'Ensenyament
- Jordi Pujol, expresident de la Generalitat, encapçalarà la delegació de CDC[84]
- Xavier Trias, alcalde de Barcelona
- Josep Antoni Duran i Lleida, líder d'Unió Democràtica de Catalunya[85]
- Oriol Pujol, secretari general de CDC
- Presidents de les quatre diputacions provincials (Salvador Esteve, Joan Reñé, Jaume Torramadé i Josep Poblet)
- Josep Maria Vila d'Abadal, alcalde de Vic
- Joan Herrera, líder d'ICV
- Oriol Junqueras, alcalde de Sant Vicenç dels Horts i president d'ERC
- Marina Geli, exconsellera de Salut[86]

El president de la Generalitat de Catalunya, Artur Mas, no participà en la manifestació: "anímicament és com si hi fos, com a president no hi puc anar".
Al seu torn, Josep Antoni Duran i Lleida, qui inicialment va dir que no assistiria a la manifestació, el dia 6 setembre va fer un comunicat dient que havia canviat d'opinió, que aniria a la manifestació, tot negant-ne el caràcter independentista, i donant via lliure als dirigents del seu partit a assistir-hi.
La Candidatura d'Unitat Popular (CUP) –Esquerra Independentista– mantingué la seva convocatòria a la manifestació anual, de manera que no va participar com a bloc a la de l'ANC perquè no preveia «la construcció nacional dels Països Catalans com un element imprescindible del procés independentista» ni s'oposava al «model polític i econòmic neoliberal de la Unió Europea que és el que ens ha conduït a la crisi», tot i que deixa via lliure als seus afiliats per a decidir. En canvi, el Moviment de Defensa de la Terra, un col·lectiu de l'Esquerra Independentista, convoca a totes dues marxes malgrat el solapament d'actes.

### Actes posteriors

#### Cartolines verdes

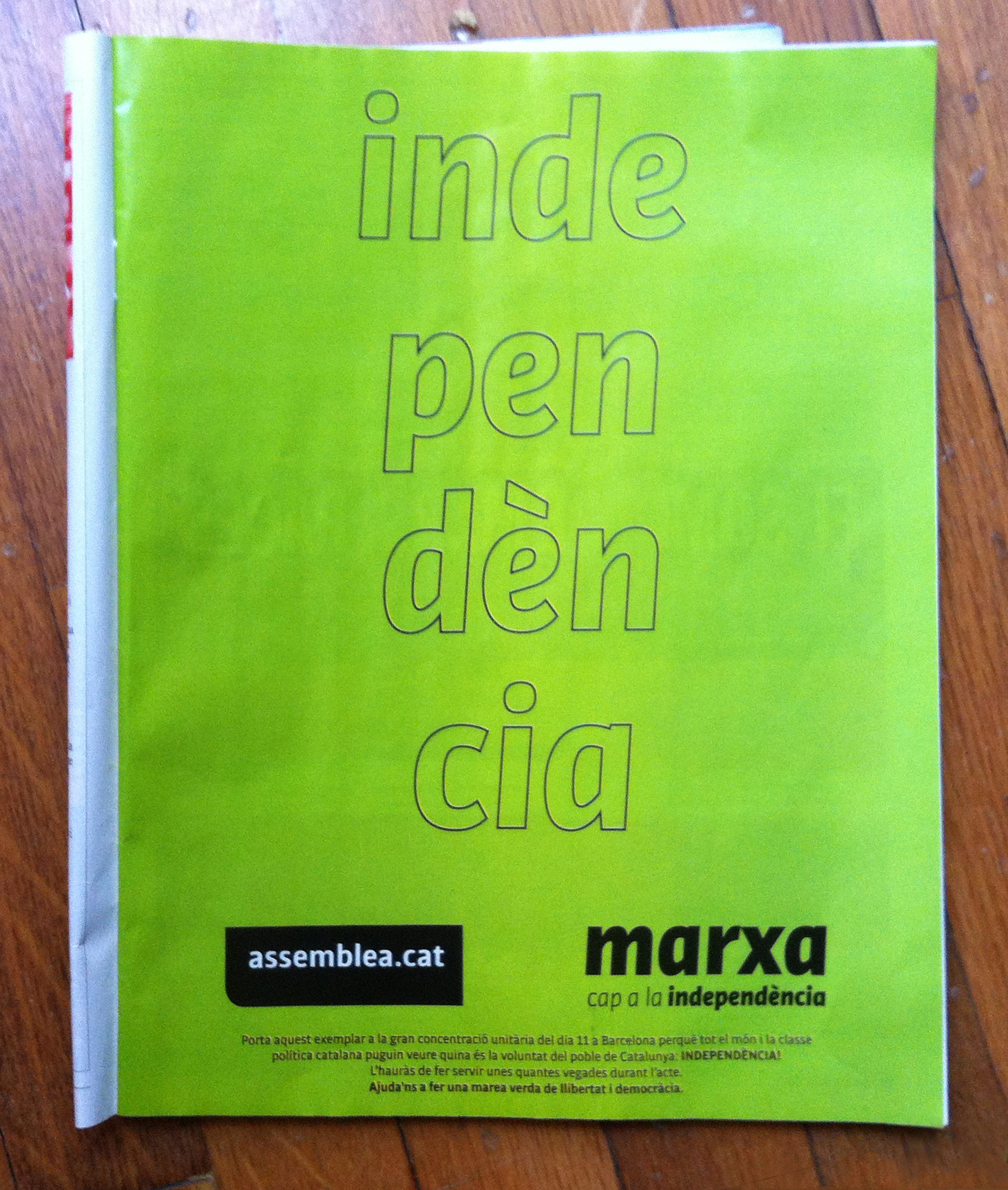
Cartolina verda repartida entre els assistents

Al final de la manifestació s'organitzà un escenari, des d'on els organitzadors, l'Assemblea Nacional Catalana van fer alguns parlaments i preguntes als assistents. Es van repartir butlletes verdes per a fer servir a mà alçada, amb la intenció d'aconseguir una fotografia amb una gran marea verda, per a simbolitzar el suport majoritari a la independència de Catalunya.
| «                                           | Volem que es visualitzi la voluntat de llibertat del poble de Catalunya, així que quin millor escenari que la porta del Parlament? | » |
| — Ferran Civit, co-coordinador de la marxa. | |   |

#### Concerts
Al final de la manifestació, Òmnium Cultural va organitzar la Festa per la Llibertat 2012, en un escenari muntat al passeig Lluís Companys i on hi van actuar els grups de música Pastora, Txarango i Brams a partir de 2/4 de 8 del vespre, presentats per l'escriptor Màrius Serra.

## Mitjans de comunicació

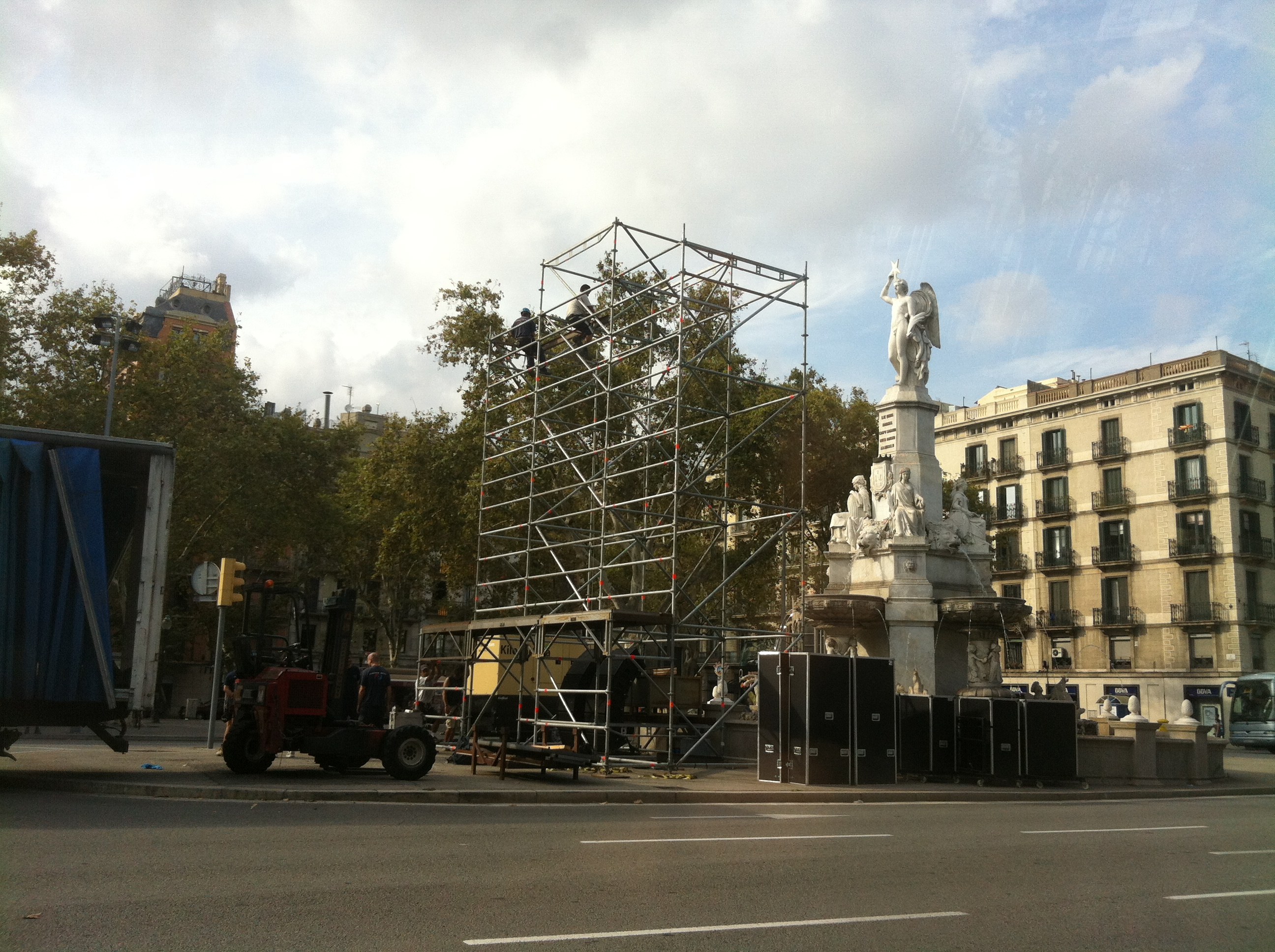
Els mitjans van començar a preparar torres per enregistrar l'acte el dia abans de la manifestació.

Els canals de televisió de Catalunya va realitzar una cobertura especial per la diada i la manifestació. Televisió de Catalunya va donar una àmplia cobertura de la diada i de la manifestació, fent una retransmissió conjunta amb el canal 3/24 presentada per Joan Carles Peris i Lídia Heredia. Al matí Ramon Pellicer va informar en directe de l'acte de celebració de la Diada al Parlament al Parc de la Ciutadella, que tingué com a fil conductor la llengua catalana.
L'especial de TV3 de la manifestació de la vesprada fou dirigit per Manel Sarrau, director d'Els matins. La cadena va fer connexions amb reporters desplegats per tot el recorregut de la manifestació, així com entrevistes a personalitats destacades, com Lluís Llach. També va instal·lar un escenari al final de la marxa que va fer servir de plató, des d'on es presentà un programa especial. També comptà amb un helicòpter per oferir imatges aèries de l'impacte de la manifestació. Un cop va finalitzar la transmissió, es va emetre un documental sobre el setge de Cardona de 1711. D'altra banda, 8tv va emetre un especial de 8 al dia presentat per Josep Cuní.
Les emissores de ràdio generalistes també van fer una programació especial. RAC 1, Catalunya Ràdio i La Xarxa, aquestes dues últimes conjuntament, van cobrir l'acte institucional de la Diada. Catalunya Ràdio a més va oferir una programació especial amb una edició especial d'En guàrdia!, en el qual es va analitzar els antecedents de l'11 de setembre de 1714. La manifestació de la vesprada fou coberta a través de programes especials presentats per Kílian Sebrià, en el cas de Catalunya Ràdio, i Jordi Basté i Toni Clapés, en el cas de RAC 1.

### Ressò mediàtic als Països Catalans

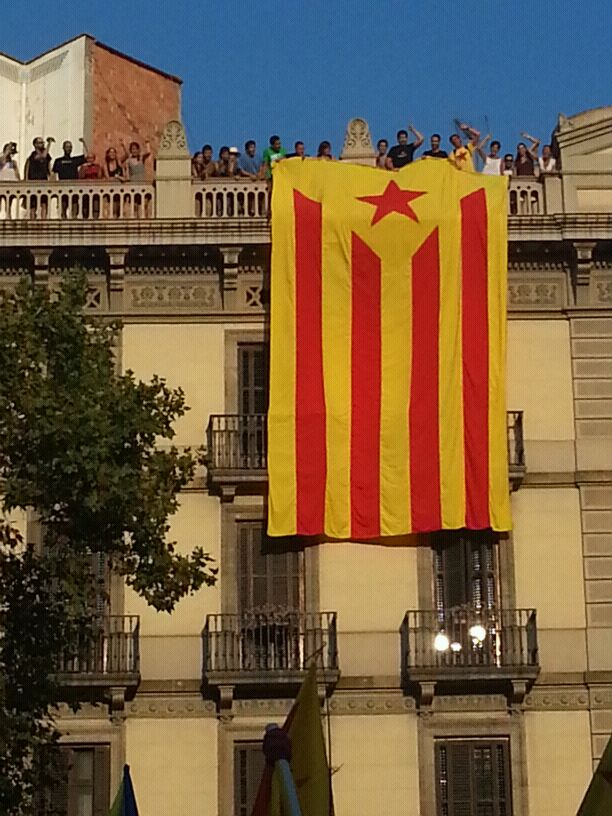
Estelada desplegada a la Gran Via

Els diversos mitjans de comunicació dels Països Catalans es van fer ressò de la manifestació. El portal 324.cat titulava 1,5 milions de persones demanen la independència de Catalunya en una manifestació rècord. L'Ara encapçalava l'edició digital amb Un milió i mig de manifestants per la independència de Catalunya i El Punt Avui destacava: Una marea humana per la llibertat També destacaven la manifestació altres portals catalans com Nació Digital o VilaWeb.
A les Illes Balears, IB3 destacava les declaracions d'Artur Mas, qualificant d'èxit la manifestació i el Diari de Balears també se'n feu ressò. Al País Valencià, Radiotelevisió Valenciana titulava: La marxa independentista col·lapsa Barcelona La premsa catalana es va fer ressò de l'aclaparadora presència de banderes catalanes estelades -símbol històric de la lluita per l'alliberament nacional-, molt per sobre de la bandera quadribarrada. També van coincidir en considerar aquest fet com un nou escenari per un canvi d'etapa.

### Ressò mediàtic a l'estat espanyol
El diari El País titulava El independentismo catalán logra una histórica exhibición de fuerza mentre que La Vanguardia rebaixa la xifra d'assistents fins als 600.000 i l'ABC hi veia CiU agitant un polvorí i El Mundo titulava: El clamor independentista colapsa Barcelona. El Telediario 2, del vespre, de La 1 de Televisió Espanyola va voler difuminar la informació amagant-la entre altres notícies, ja que fou el cinquè titular del sumari i la dotzena notícia de l'escaleta, després de vint-i-un minuts de programa, cosa que va merèixer les crítiques dels seus companys periodistes, incloent un article de Le Monde. L'endemà Televisió Espanyola va admetre que va ser «un error». Al País Basc, la notícia la destacaven diaris com Berria, Gara, Deia o Diario Vasco.

### Ressò mediàtic internacional
La manifestació tingué un important ressò mediàtic internacional. El columnista David Gardner escrivia en el diari britànic Financial Times que "la marxa de la Diada serà multitudinària i massivament independentista". Ho feia sota el títol de El separatisme amenaça el futur d'Espanya. Gardner afirmava que "Madrid està caminant somnàmbul cap a una crisi constitucional que pot conduir a la ruptura d'Espanya". També reconeixia que Catalunya transfereix 10 vegades més a Espanya que el País Basc. El columnista preveia que el futur de Catalunya podria decidir-se fins i tot abans del referèndum d'Independència d'Escòcia, previst per la tardor del 2014. Segons Gardner, Mariano Rajoy està "ideològicament oposat a qualsevol extensió del federalisme fiscal" i que els executius del PP "evidentment vol utilitzar la crisi no només per reduir l'estat, sinó per recentralitzar-lo". El periodista concloïa que "per mantenir els catalans dins d'Espanya, Madrid hauria d'oferir-los un pacte similar al basc. Però això sembla molt improbable".

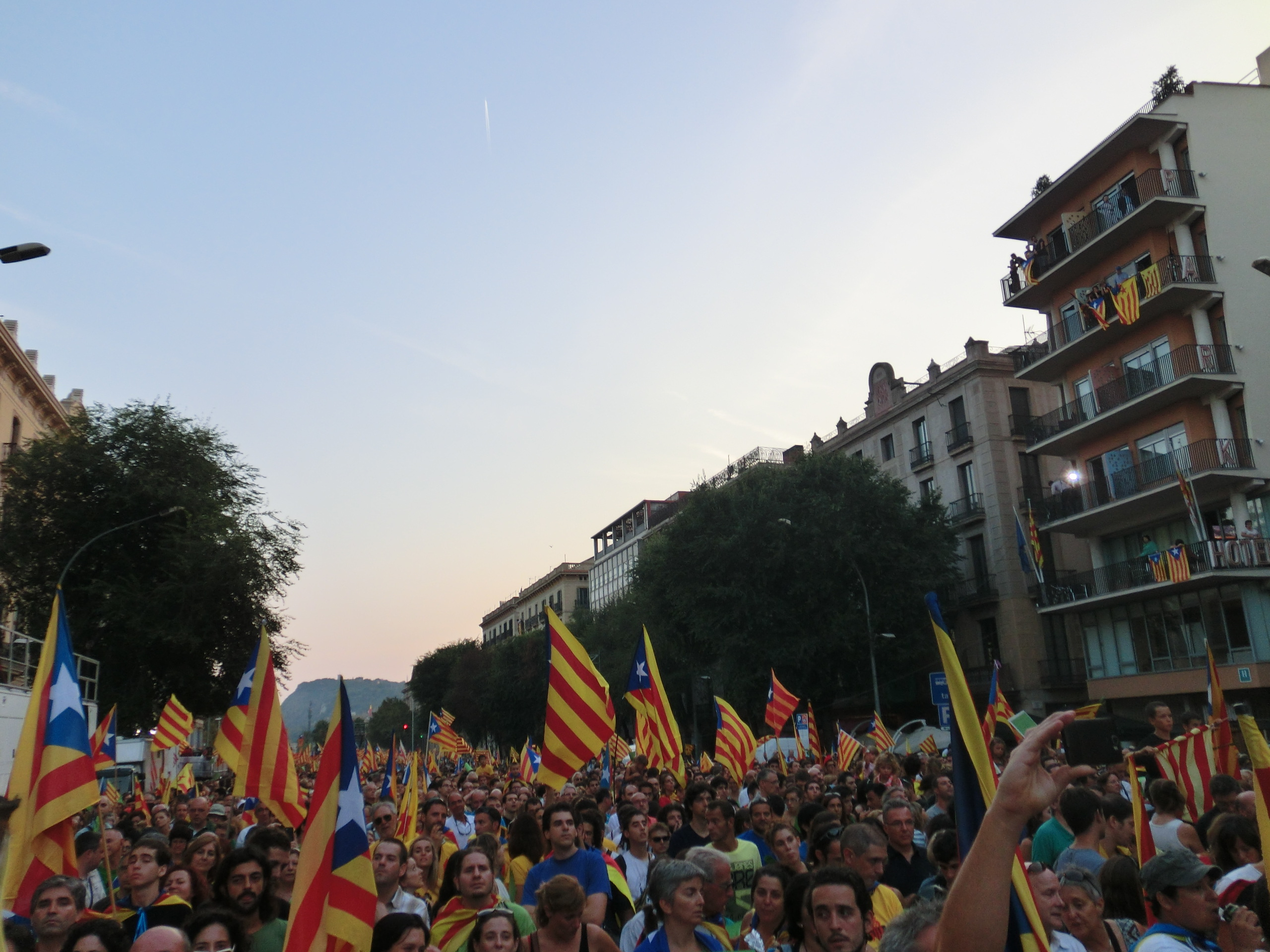
Vista parcial de la manifestació

En total, vint corresponsals dels mitjans internacionals van assistir a la manifestació, que va ser difosa en molts mitjans de comunicació a tot el món, ja fos via agència o via notícia pròpia. Les cròniques anaven des de la narració generalista fins al més petit dels detalls, inclosa —com fa, per exemple, la crònica d'agències recollida per l'australiana World News— la traducció en anglès del càntic popularitzat durant la marxa, "Què vol aquesta tropa? Un nou estat d'Europa! Què vol aquesta gent? Catalunya independent!": "What do the crowds want? A new European state. What do the people want? An independent Catalonia,". El diari belga francòfon Le Soir en publicà la traducció en francès: "Que veut cette foule? Un nouvel Etat d'Europe. Que veulent ces gens? Une Catalogne indépendante".
La informació sobre la manifestació tardà molt per a ser comentada i a l'inici es feren judicis falsos sobre la participació i també sobre el motiu a molts diaris i agències de premsa com ho comentà Miquel Strubell al seu bloc Fins i tot després d'algunes rectificacions ulteriors alguns titulars com el del Time presenten l'esdeveniment esbiaixadament com un acte a favor del pacte fiscal i no de la independència.

#### Amèrica

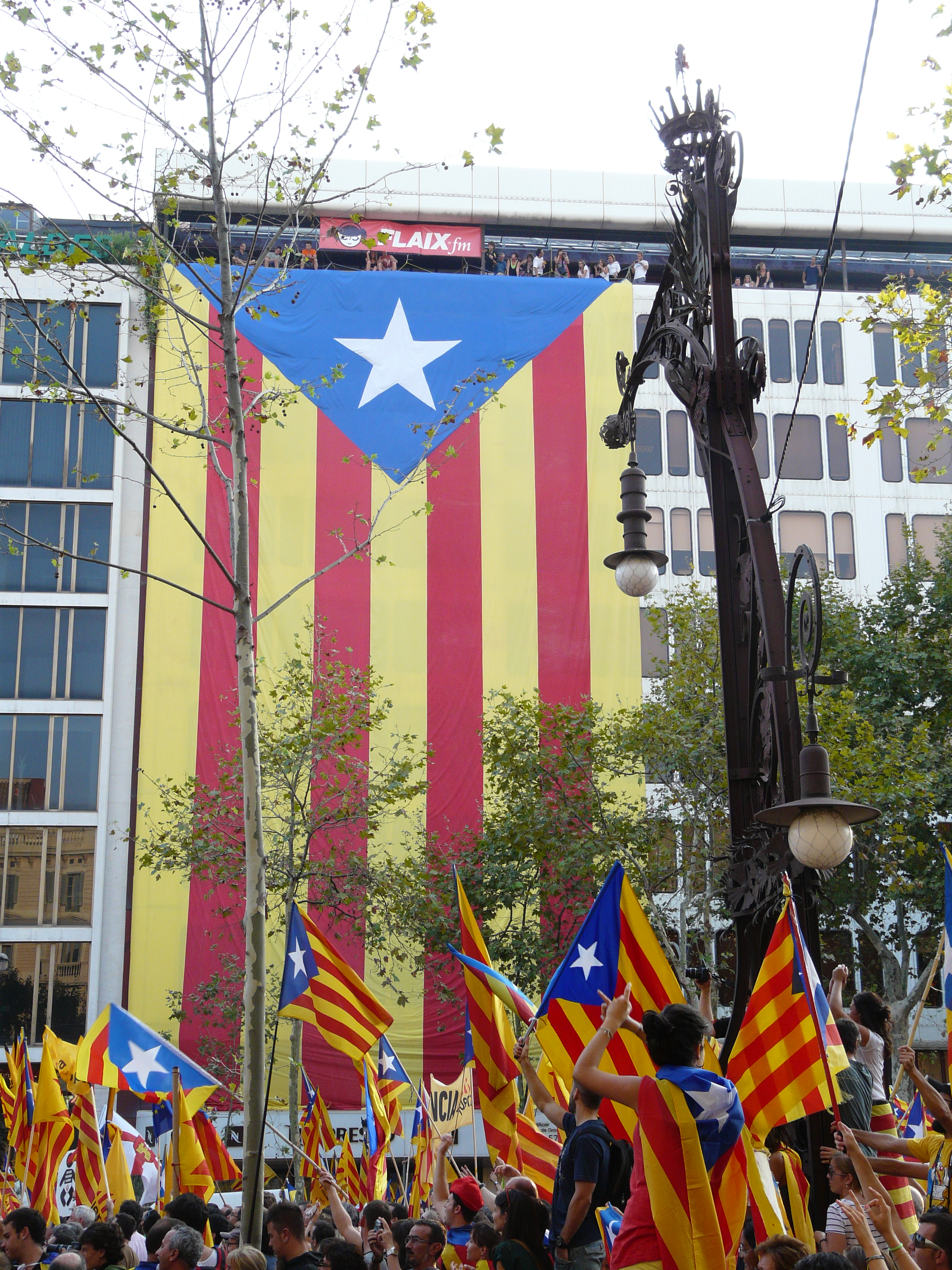
Estelada penjada entre els carrers Mallorca i València, al Passeig de Gràcia.

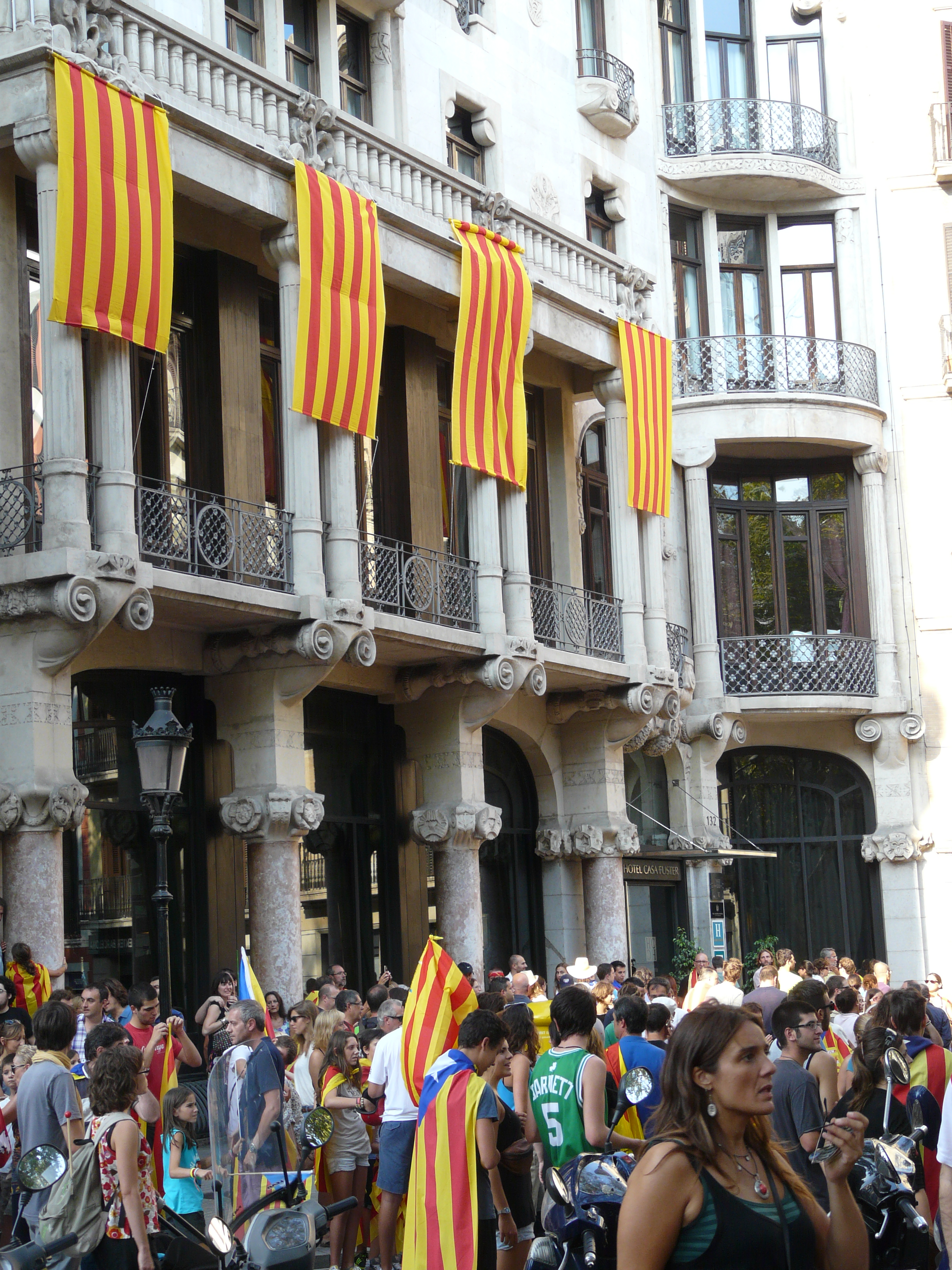
La Casa Fuster de Barcelona, amb quatre senyeres, durant la manifestació.

Entre els mitjans americans cal destacar la cobertura del The New York Times: Protest Rally in Catalonia Adds a Worry for Spain, del The Washington Post: Catalonia rallies for independence on ‘Catalan National Day’ o de la CNN: Throngs push Catalan independence amid Spain's economic crisis. Pràcticament la totalitat de mitjans americans se'n feren ressò, incloent The Globe And Mail, La Presse, Le Devoir al Canadà, Alaska Dispatch, International Herald Tribune, San Francisco Chronicle, The Miami Herald, Chicago Tribune, Los Angeles Daily News, The Kansas City Star, The Seattle Times, Time, The Wall Street Journal: March for independence, Bloomberg BusinessWeek, Yahoo! News, NASDAQ, National Public Radio, GlobalPost o GroundReport. A l'Amèrica Llatina hi trobem titulars a Mèxic, Perú, Brasil, Uruguai, Argentina o Xile.

#### Europa
Pràcticament totes les capçaleres europees van destacar la manifestació. Entre elles el Financial Times destaca la influència de la crisis en l'independentisme i la BBC, el The Daily Telegraph i The Guardian hi veuen una massiva assitència a favor de la independència. També fou coberta per l'Irish Times l'An Phoblacht o The Scotsman.
A Alemanya el Der Spiegel, el Die Welt el Die Zeit, el Frankfurter Allgemeine Zeitung, el Süddeutsche Zeitung o el Stern li van donar cobertura. A França li dedicaren titulars el Libération, el Le Monde Le Figaro, Le Nouvel Observateur, Le Point, La Dépêche du Midi el Midi Libre, L'Indépendant, la televisió France 24 o la ràdio France Info (Radio). A Itàlia el Corriere della Sera, La Repubblica la RAI, Il Sole 24 ORE o l'Alghero Notizie li van donar cobertura. També va merèixer capçaleres a Portugal, incloent el Jornal de Notícias, el Correio da Manhã el Diário de Notícias o l'Económico.
També va merèixer capçaleres a Noruega, Suècia, Dinamarca, Països Baixos, Bèlgica, la República Txeca, Eslovàquia, Àustria, Suïssa, Croàcia, Macedònia (avui, Macedònia del Nord), Bulgària, Polònia, Letònia, Rússia, Geòrgia o Turquia. Fins i tot a L'Osservatore Romano del Vaticà li donaren cobertura.

#### Resta del món
A l'Àsia, la manifestació va merèixer titulars per part del Times of India, el Business Recorder del Pakistan. A la Xina del China Daily o el Sina Corp i al Japó de l'Asahi Shimbun
o del Tanaka Ryusaku Journal, entre d'altres. A l'Àfrica es recullen reaccions entre mitjans egipcis com Al-Ahram o sud-africans com l'Independent Online (IOL) A Austràlia el The Australian es pregunta si Catalunya serà el següent estat d'Europa i també se'n fan ressò el World News o l'ABC. A Nova Zelanda Radio New Zealand i a Tahití La Dépêche de Tahiti

#### Agències Internacionals
Entre les agències internacionals que van cobrir la manifestació destaquen Al Jazeera: Catalans rally for independence from Spain, Reuters: Spain's crisis fuels Catalan independence fervour o Associated Press: Massive anti-tax protest in Spain's Catalonia. També va merèixer titulars a Euronews, The World (Public Radio International) o International Business Times.

## Repercussions

### Punt d'inflexió
Les capçaleres dels mitjans de comunicació catalans coincidiren en el convenciment general que la manifestació suposava un punt d'inflexió en la història política del país. L'expresident de la Generalitat Jordi Pujol va assegurar dos dies després en el seu editorial publicat a la web del Centre d'Estudis Jordi Pujol, que la manifestació de la Diada suposarà "un abans i un després" en la relació entre Catalunya i Espanya. "Hi haurà una situació nova que s'ha anat configurant durant els darrers anys i sobretot durant els darrers dos anys", augurava.

### Conseqüències polítiques
La setmana següent, en una reunió entre el President de la Generalitat, Artur Mas i el President del Govern d'Espanya, Mariano Rajoy s'evidencià una gran desavinença entre ambdós líders. Rajoy reiterà a Mas la negativa a discutir la seva proposta de Pacte fiscal per a Catalunya, trencant les negociacions entre ambdós governs. En una roda de premsa posterior a la reunió, Mas reiterà la seva decisió de fer un important anunci el dia 25 de setembre, coincidint amb el debat de política general al Parlament de Catalunya. El trencament entre Mas i Rajoy suposà també trencar els suports parlamentaris que Convergència i Unió havia obtingut del Partit Popular de Catalunya durant la legislatura, deixant el govern en minoria i amb la impossibilitat d'aprovar els pressupostos.
El 27 setembre 2012 el Parlament de Catalunya va votar una moció que demanava convocar una consulta sobre la independència de Catalunya, la qual va comptar amb el suport de CiU, ICV-EUiA, ERC, SI, DC i el diputat del PSC Ernest Maragall, l'abstenció del PSC i el vot en contra del PP i C's. Mas expressà en el seu discurs de la sessió inaugural del debat de política general el seu convenciment que el parlament que sortiria de les eleccions tindria la missió de permetre l'exercici del dret d'autodeterminació de Catalunya.
La convocatòria d'eleccions suposà tancar la novena legislatura de la Catalunya autonòmica al cap de menys de dos anys d'iniciar-se, esdevenint la més breu des de la reinstauració de la democràcia. Durao Barroso va manifestar que la independència de Catalunya la deixaria fora de la UE, a causa del dret a veto del conjunt d'Espanya, igual que passaria amb qualsevol altre territori que s'aïlli, com una hipotètica secessió d'Escòcia.

### Contramanifestació del 12 d'octubre de 2012

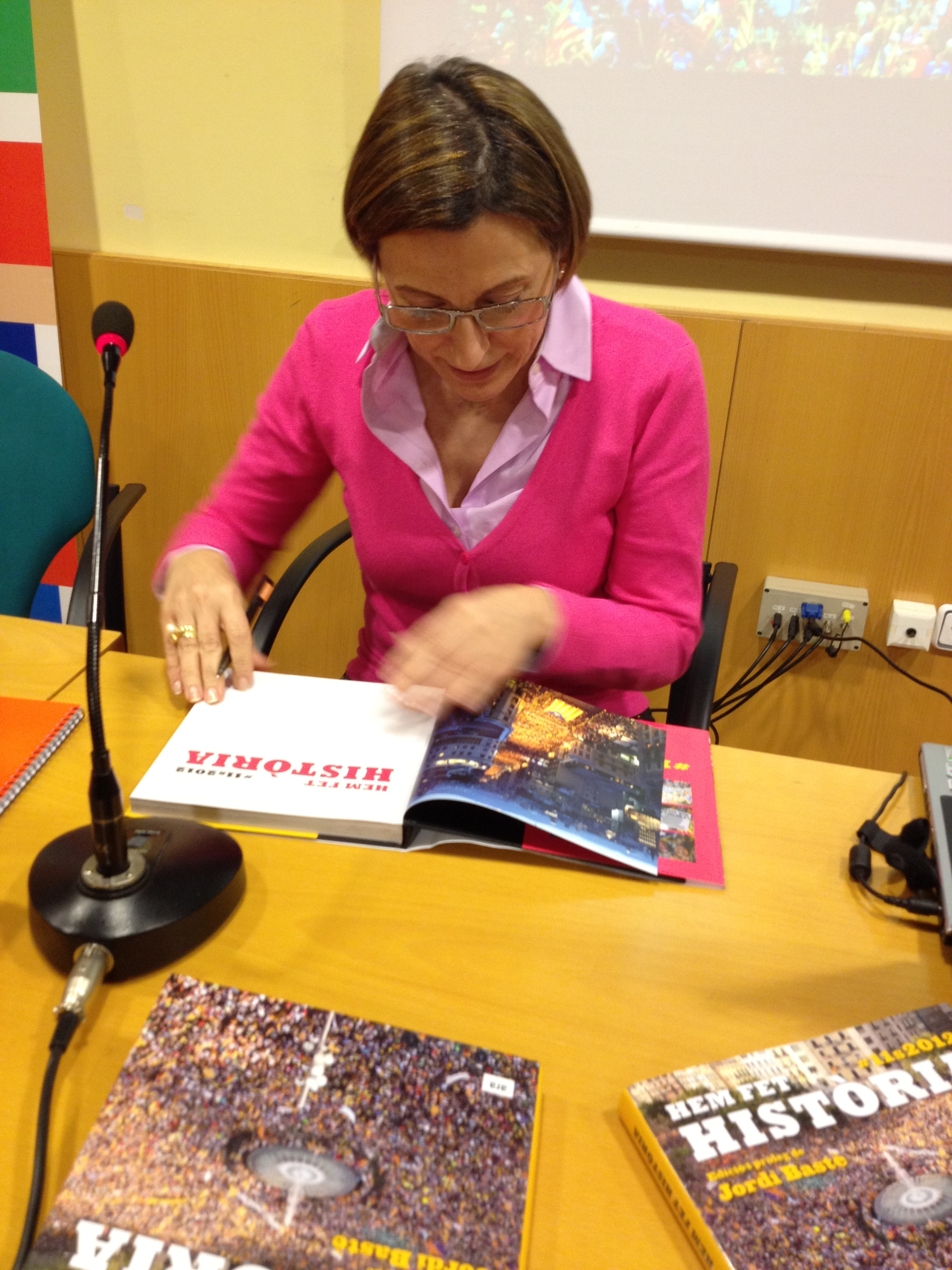
Carme Forcadell, presidenta de l'ANC, a la presentació del llibre.

Per a mirar de contrarestar la convocatòria de la manifestació de l'11 de setembre, la plataforma "D'Espanya i catalans" organitzà una contra-manifestació el Dia de la Hispanitat que rebé el suport d'alguns grups polítics espanyolistes i dependentistes contraris a la independència de Catalunya com el PP, Ciutadans - Partit de la Ciutadania, Plataforma per Catalunya, UPyD i Falange Española de las JONS. L'acte comptà amb la presència de 6.000 participants segons la Guàrdia Urbana i 100.000 segons els organitzadors.

### Llibre de la Diada
Tres mesos més tard, l'Assemblea Nacional Catalana i Ara Llibres varen publicar el llibre "Hem fet història", un recull d'imatges emblemàtiques de la jornada i algunes de les fases de preparació captades pels mateixos manifestants. El llibre, de caràcter exclusivament gràfic, està prologat per Jordi Basté. Va ser presentat per Carme Forcadell en un acte el 18 de desembre de 2012, coincidint amb la signatura de l'acord entre Convergència i Unió i Esquerra Republicana de Catalunya del pacte per la investidura conegut com a Pacte per la Llibertat.